# Бычков, Игорь Вячеславович
И́горь Вячесла́вович Бычко́в (род. 8 мая 1961, Чита) — академик РАН по отделению нанотехнологий и информационных технологий, директор Иркутского филиала СО РАН, научный руководитель Иркутского научного центра СО РАН, директор Института динамики систем и теории управления имени В. М. Матросова Сибирского отделения Российской академии наук (ИДСТУ СО РАН).

## Биография
В 1983 году закончил математический факультет Иркутского государственного университета. С 1981 года работал в Иркутском вычислительном центре СО АН СССР (с 1997 года — Институт динамики систем и теории управления, с 2015 — Институт динамики систем и теории управления имени В. М. Матросова — ИДСТУ СО РАН). В 1991 году защитил кандидатскую диссертацию «Сетевая система представления и обработки знаний для организации решения задач на ЭВМ», в 2003 году защитил докторскую диссертацию «Корпоративная интеллектная технология обработки пространственно-распределенных данных в задачах управления регионом». В 2008 году был избран членом-корреспондентом РАН по Отделению нанотехнологий и информационных технологий РАН (специальность «Информатика»), с декабря 2011 года — академик РАН.
Основные научные результаты:
- корпоративная интеллектная технология обработки пространственно-распределенных данных, позволяющая повысить эффективность подготовки, анализа и принятия решений в задачах управления регионом и природопользования на основе применения распределенной обработки данных и методов искусственного интеллекта;
- технология обработки знаний о пространственно-распределенных объектах, комплексах и системах на основе онтологий; технология автоматизации создания программных систем на основе метаописаний.

### Карьера
- Декабрь 2002 года — июнь 2006 года и июнь 2007 года — сентябрь 2009 года И. В. Бычков работал по совместительству заместителем председателя Президиума Иркутского научного центра Сибирского отделения РАН (ИНЦ СО РАН) по научной работе.
- С сентября 2009 года исполнял обязанности председателя Президиума ИНЦ СО РАН,
- с апреля 2010 года — председатель Президиума ИНЦ СО РАН.
- С 2008 года — член Президиума СО РАН. Член Научного совета РАН «Научные телекоммуникации и информационная инфраструктура», Совета программы СО РАН «Информационные и телекоммуникационные ресурсы СО РАН», председатель Научно-координационного совета по информатизации при Президиуме ИНЦ СО РАН, член редколлегий журналов «Вычислительные технологии СО РАН» и «Вестник НГУ», серия «Информационные технологии».
- С июля 2006 года по апрель 2007 года занимал должность вице-мэра г. Иркутска.
- С 2007 года является директором ИДСТУ СО РАН.
- С 2017 по 2019 — и. о. ректора Иркутского государственного университета
- в 2019 г. избран директором Иркутского филиала СО РАН
- Под руководством Игоря Вячеславовича выполнены и защищены 7 кандидатских диссертаций и 1 докторская.

Автор и соавтор более 150 публикаций, в том числе 9 коллективных монографий.

## Награды
- Лауреат премии в области науки и техники Губернатора Иркутской области за цикл работ по разработке и созданию математических и информационных технологий для реализации программных систем в интересах органов власти и управления
- награждён правительственной наградой Монголии медалью «Дружба»
- награждён государственной наградой Монголии — Орденом Полярной звезды
- присвоено почетное звание «Почётный работник науки и техники Российской Федерации».
- Медаль ордена «За заслуги перед Отечеством» I степени (5 февраля 2024 года) — за большой вклад в развитие отечественной науки, многолетнюю плодотворную деятельность и в связи с 300-летием со дня основания Российской академии наук[1].
- Медаль ордена «За заслуги перед Отечеством» II степени (8 августа 2012 года) — за заслуги в области науки и многолетнюю плодотворную деятельность[2].
- Юбилейная медаль Республики Бурятия «85 лет Победе на Халхин-Голе» (2025)[3].